# Bobrov (Slovacchia)
Bobrov (in ungherese Bobró, in polacco Bobrów) è un comune della Slovacchia facente parte del distretto di Námestovo, nella regione di Žilina.